# Des Sängers Fluch

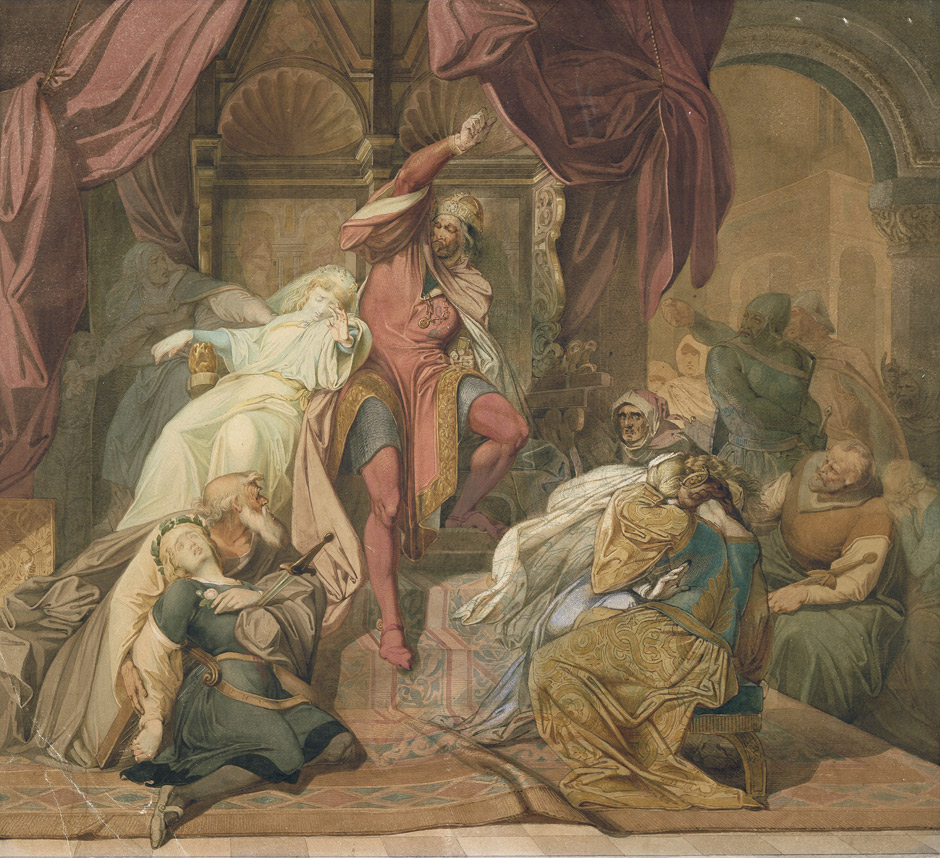
Des Sängers Fluch, Aquarell von Eduard Ille, um 1865

Des Sängers Fluch ist eine Ballade des Dichters Ludwig Uhland aus dem Jahr 1814.

## Form
Das Gedicht ist durch eine Verbindung der Gattungen Drama, Lyrik und Epik deutlich als Ballade zu erkennen. So sind beispielsweise Dialoge enthalten, die die Handlung vorantreiben. Uhland nutzt dazu die Nibelungenstrophe. Als Philologe hatte er sich selbst um die Erforschung des mittelalterlichen Nibelungen-Lieds verdient gemacht und trug – neben Dichtern wie Adelbert von Chamisso (Die Weiber von Weinsberg, Das Riesenspielzeug) oder Franz von Gaudy (Kaiserlieder) – maßgeblich zur Wiederaufnahme der Nibelungenstrophe (Zyklus Graf Eberhard der Rauschebart u. a.) bei, freilich in einer etwas regulierteren Form als der überlieferten. Auch in Des Sängers Fluch findet sich diese vierzeilige hochmittelalterliche, aabb gereimte, Strophe – jeder Vers mit einer Mittelzäsur, wo zwei je dreihebige Halbverse mit zwei Senkungen aufeinandertreffen; der ganze (Lang-)Vers schließt durchgehend mit männlicher Kadenz.

## Inhalt
In der Ballade Des Sängers Fluch geht es um zwei Sänger, die versuchen, das Herz eines grausamen Königs zu rühren, der dabei einen von ihnen mit seinem Schwert ersticht. Daraufhin belegt der Überlebende den König mit einem Fluch.
In der ersten Strophe wird das Reich des Königs, das in einem deutlichen Kontrast zum Herrscher selbst steht, beschrieben: Das Land ist schön, das Schloss des Regenten „so hoch und hehr“. (V. 1) Der König wird als finster dagegen gestellt. (Strophe 2, V. 6) In der nächsten Strophe tritt dann das edle Sängerpaar (V. 9) auf – ein alter Spielmann und dessen jünglinghafter Schüler. Sie begegnen dem Königspaar – „die Königin süß und milde“, ihr Gemahl grausam und düster. (Strophe 4, V. 20) In den Strophen 5 und 6 wird der Vortrag der Sänger geschildert. Doch rühren sie damit den König nicht, jedoch sogar seine Höflinge und Krieger und vor allem die Königin – sie wirft den Sängern eine Rose zu. Der ergrimmte König wirft sein Schwert und trifft den Jüngling. Der stirbt. Sein Meister spricht den Fluch aus. (Strophen 9 bis 11)
Der Fluch selber steigert sich über drei Strophen. Er trifft das stolze Schloss, in dem Musik und Gesang verstummen sollen, dann die duftenden Gärten, sie sollen verdorren, zuletzt den König selber, der trotz allen Strebens „nach Kränzen blut’gen Ruhms“ vergessen werden soll.
Dann springt die Ballade in die Zukunft: Der Fluch hat sich erfüllt. (Strophen 15 und 16) Das Schloss ist Ruine: „Noch eine hohe Säule zeugt von verschwundner Pracht; | Auch diese, schon geborsten, kann stürzen über Nacht.“ Die Gärten sind eine wasserlose Ödnis. Den König aber kennt keiner mehr. Oft zitiert wird der Schluss: „Versunken und vergessen! | das ist des Sängers Fluch.“

## Interpretation
In der Ballade überragt die Macht des Sängers am Ende die des Königs. Zwar kann dieser grausam herrschen und sogar töten. Doch ist er sterblich, und nur der Sänger hat den Schlüssel zum ewigen Ruhm. Der Sänger kann das Andenken des Königs wahren, von seinen Taten berichten und ihn so im Gedenken der Menschen unsterblich machen. Wen er nicht verewigt, erleidet einen zweiten Tod. Der Sänger also kann sich furchtbar rächen.
Diese Macht des Sängers spielt auf die mittelalterlichen Verhältnisse an. Auch dort haben fahrende Spielleute durch Preisstrophen den Ruhm eines Fürsten in der Welt bekannt gemacht oder aber einen Fürsten durch Scheltestrophen verspottet. Letztendlich ist es ein unausgesprochener Rückverweis auf Homers Wirkung auf die Antike und bis auf Uhlands Zeit.
Auch ist der Demokrat Uhland von seiner eigenen Gegenwart geprägt, als der Dichter als schöpferische (und hier zerstörerische) Verkörperung des von den Fürsten unterjochten deutschen Volkes galt. Sein Lied wird als heilig und bleibend, weil Volkes Stimme, verstanden. 1807 waren Johann Gottfried Herders bahnbrechende Stimmen der Völker in Liedern erschienen.